# Turkije op het Eurovisiesongfestival 1999
Turkije nam deel aan het Eurovisiesongfestival 1999 in Jeruzalem, Israël. Het was de 21ste deelname van het land aan het Eurovisiesongfestival. Het lied werd gekozen door middel van een nationale finale.

## Selectieprocedure
De kandidaat voor Turkije op het Eurovisiesongfestival werd gekozen door een nationale finale.
De finale werd georganiseerd op 12 maart 1999 in Ankara en werd gepresenteerd door Ömer Önder & Gülşah Banda.
In totaal namen 10 artiesten deel aan deze finale. De winnaar werd gekozen door een jury.
| Volgorde | Artiest                 | Lied                       | Plaats |
| -------- | ----------------------- | -------------------------- | ------ |
| 1        | Sedat Yüce              | "Bırak Beni"               | 4      |
| 2        | Tuba Önal & Grup Mistik | "Dön Artık"                | 1      |
| 3        | Meltem Büyükuğurgör     | "Vazgeçme"                 | 4      |
| 4        | Volkan Eröz             | "Kolay Mı Bırakmak?"       | 4      |
| 5        | Kaan Yalçın             | "Neredesin"                | 3      |
| 6        | Sibel Mirkelam          | "Selam Sana Toprak Ana"    | 4      |
| 7        | Birsen Tezer            | "Haydi El Ele"             | 4      |
| 8        | Neslihan Demirtaş       | "Döne Döne"                | 4      |
| 9        | Feryal Başel            | "Unuttuğumu Sandığım Anda" | 2      |
| 10       | Group M-B               | "Her Nefeste"              | 4      |

## In Jeruzalem
In Israël trad Turkije als 7de land aan, net na Slovenië en voor Noorwegen. Op het einde van de stemming bleek dat ze 21 punten gekregen hadden en dat ze daarmee op de 16de plaats waren geëindigd. 
Men ontving één keer het maximum van de punten. Van België en van Nederland ontving het geen punten.

### Gekregen punten

#### Finale
| 12 punten   | 10 punten   | 8 punten | 7 punten | 6 punten |
| ----------- | ----------- | -------- | -------- | -------- |
| - Duitsland |             |          |          |          |
| 5 punten    | 4 punten    | 3 punten | 2 punten | 1 punt   |
| - Frankrijk | - Noorwegen |          |          |          |

### Punten gegeven door Turkije

#### Finale
Punten gegeven in de finale:
| 12 punten | Duitsland             |
| 10 punten | IJsland               |
| 8 punten  | Kroatië               |
| 7 punten  | Bosnië en Herzegovina |
| 6 punten  | Zweden                |
| 5 punten  | Nederland             |
| 4 punten  | Verenigd Koninkrijk   |
| 3 punten  | Israël                |
| 2 punten  | Frankrijk             |
| 1 punt    | Ierland               |